# Jacques Bardoux
Pour les articles homonymes, voir Bardoux.
Achille Octave Marie Jacques Bardoux est un homme politique français et un écrivain, né le 25 mai 1874 à Versailles et mort le 15 août 1959 à Saint-Saturnin (Puy-de-Dôme). Fils d'Agénor Bardoux, il est le grand-père maternel de Valéry Giscard d'Estaing.

## Biographie

### Jeunesse et études
Achille Octave Marie Jacques Bardoux naît le 25 mai 1874 à Versailles. Il effectue ses études secondaires aux lycées Condorcet et Janson-de-Sailly. Après l'obtention du baccalauréat, il obtient une licence ès lettres en 1895.
Il poursuit ses études supérieures à l'université d'Oxford, où il obtient une licence de droit en 1899. Il s'inscrit comme avocat stagiaire au barreau de Paris. Il continue toutefois ses études et obtient un doctorat en lettres avec une thèse sur la littérature anglaise en 1901. 
Il épouse Geneviève Georges-Picot, fille de Georges Picot et de Marthe Bachasson de Montalivet, et petite-fille de Camille de Montalivet. Une de ses filles épousa Edmond Giscard d'Estaing et est la mère du président Valéry Giscard d'Estaing, et une autre épousa Jean Denormandie, petit-fils d'Ernest Denormandie.

### Parcours professionnel
En 1908, il est recruté comme professeur à l'École libre des sciences politiques, où il enseigne la politique étrangère anglaise.
Jacques Bardoux est journaliste aux Journal des Débats et à L'Opinion, sur les questions relatives aux relations internationales. Il fut aussi journaliste au quotidien Le Temps, spécialiste des questions extérieures, et notamment des affaires politiques anglaises puis spécialiste reconnu du CNIP sur les questions européennes et coloniales au Parlement.
Au début de la Première Guerre mondiale, le 28 août 1914, il s'engage comme volontaire, sert avec le grade de sergent, puis de sous-lieutenant, avant d'être affecté en qualité d'agent de liaison auprès de l'Armée britannique. Il est nommé chef de cabinet du maréchal Foch en 1918.
Il devient chargé du cours de politique générale à l'École de guerre en janvier 1920 et président du conseil d'administration de la Société d'études et d'informations économiques au mois de mai suivant. Il est chargé de missions à Londres et Gênes par Raymond Poincaré entre 1922 et 1923 et délégué de la France à la quatrième Assemblée de la Société des Nations en septembre 1922. 
Il est élu à l'Académie des sciences morales et politiques en 1925 et à l'Académie des sciences coloniales en 1933. Il devient plus tard président de l'Académie des sciences morales et politiques (1937), puis de l'Institut de France. Jacques Bardoux est également un écrivain prolifique, et reçoit à ce titre différents prix de l'Académie française.
Il est président du conseil d'administration de l'École des Roches. 

### Parcours politique
Fondateur et président de la fédération républicaine et sociale du Massif central, il est président d'honneur de l'Association française de la Sarre de 1928 à 1935, président de la Commission des affaires extérieures du Redressement français, du Comité national de coopération intellectuelle. Prenant la tête du Comité technique pour la réforme de l'État en 1934, il est par ailleurs vice-président de l'association française pour la Société des Nations et de la Société d'histoire générale et d'histoire diplomatique.
En 1936-1937, sous le gouvernement du Front populaire, il publie plusieurs pamphlets accusant le Parti communiste français de préparer un coup d'État et interprétant les grèves de juin 1936 comme une tentative insurrectionnelle commanditée depuis Moscou. Il accuse aussi le PCF de pousser la France à la guerre contre l'Allemagne nazie pour le profit de l'URSS. Pour l'historien Jean-Louis Crémieux-Brilhac, « ces fantasmes ont trouvé créance dans des milieux tenaillés par la peur sociale ».
Élu sénateur radical indépendant du Puy-de-Dôme en 1938, il vote en faveur de la remise des pouvoirs au maréchal Pétain le 10 juillet 1940, ce qui lui vaudra d'être déclaré inéligible à la Libération.
Sous l'Occupation, il est membre du Conseil national instauré par Vichy, mais ne participe pas autrement à la collaboration.
Relevé de l'inéligibilité par un jury d'honneur dès le mois de juin 1945, il est élu à la première Assemblée constituante la même année après avoir conduit la « Liste de rénovation républicaine » pour le Puy-de-Dôme, puis réélu à la seconde Constituante en 1946, cette fois à la tête de la « Liste républicaine et sociale de redressement constitutionnel, de libération économique et d'action paysanne ».
La même année, il est candidat malheureux à l'Académie française face à Maurice Garçon, et devient député à la première chambre de la Quatrième République après avoir conduit au succès la « Liste républicaine indépendante d'action paysanne et sociale ». Il s'investit au Parlement sur des questions institutionnelles et plaide pour la décentralisation. Il devient également vice-président de la Commission des Affaires étrangères.
C'est lui qui a organisé, en tant que vice-président, le premier congrès national, à Riom, en août 1947 du Parti paysan d'union sociale (PPUS), bien implanté dans sa région (Joseph Dixmier du Puy-de-Dôme, Camille Laurens du Cantal et le président du parti, Paul Antier, en Haute-Loire). Le PPUS rejoint en 1951 le Centre national des indépendants et paysans (CNIP), qui ne tiendra son premier Congrès qu'en 1953. 
En juin 1951, la « Liste des indépendants paysans et républicains nationaux » qu'il conduit est, pour la première fois, devancée par celle des communistes. Il décide de ne pas se représenter aux élections de 1956, favorisant ainsi l'ascension politique de son petit-fils, Valéry Giscard d'Estaing, qui devient député à cette occasion. Jacques Bardoux, qui est alors vice-président de la commission de la Justice, propose en janvier 1952 de former un gouvernement d'union nationale en dramatisant « la situation économique qui prépare une crise grave ». Il déclare qu'on devrait proposer la participation au RPF et à la SFIO, message qui s'adresse surtout aux députés RPF. En février 1952, Jacques Bardoux est élu président de la Commission des Affaires étrangères de l’Assemblée nationale et joue un rôle décisif dans l’investiture d'un nouveau président du Conseil des ministres,,: le 8 mars 1952 Antoine Pinay est élu avec les voix de 27 députés, « souvent plus conservateurs que gaullistes », qui bravent la consigne d’abstention du RPF. Parmi eux, 10 des 13 membres PRL de l’intergroupe RPF. 

## Publications
- Le culte du beau dans la cité nouvelle. John Ruskin, Calmann-Lévy, 1931. À partir de sa thèse de lettres.
- L'Ile et l'Europe : la politique anglaise (1930-1932), Delagrave, 1933.
- Quand Bismarck dominait l'Europe, Librairie Hachette, 1953.
- La délivrance de Paris : séances secrètes et négociations, Fayard, 1958. Suite de son journal de guerre.

## Distinctions
De l'Académie française
- 1901 - Prix Montyon
- 1906 - Prix Marcelin Guérin pour Essai d’une psychologie de l’Angleterre contemporaine. Les crises belliqueuses
- 1908 - Prix Langlois pour La reine Victoria (correspondance inédite)
- 1921 - Prix Vitet
- 1950 - Prix de la langue-française